# Łucja Gliksman
Łucja Gliksman z domu Pinczewska (ur. 14 października 1913 w Opatówku, zm. 31 grudnia 2002 w Tel Awiwie) – polska poetka żydowskiego pochodzenia, tworząca w języku polskim, tłumaczka, językoznawca, publicystka literacka i historyk literatury.

## Życiorys
Urodziła się w zamożnej rodzinie żydowskiej. Młodość spędziła w Warszawie, gdzie ukończyła gimnazjum, a następnie studia polonistyczne na Uniwersytecie Warszawskim. Wybuch II wojny światowej zastał ją w Warszawie. Wraz z mężem przedostali się do Lwowa. Później dołączyła do nich matka i dwaj bracia - adwokaci. Młodszy brat został jednak aresztowany przez NKWD i zesłany do łagru, a ona z matką i starszym bratem zostali zesłani na Syberię, gdzie pracowała w kopalni węgla. Utraciła wówczas kontakt z mężem, który zginął w nieznanych okolicznościach. W tym czasie w swoim mieszkaniu, dzięki dobrej znajomości licznych utworów literackich, nauczała dzieci literatury polskiej.
Na mocy porozumień polsko-radzieckich z 30 lipca 1941 rodzina Pinczewskich, tak jak inne rodziny obywateli polskich, została zwolniona z przymusowej pracy. Brat wstąpił do armii Andersa, natomiast Łucja wraz z matką udała się do Kujbyszewa w Tadżykistanie, gdzie znalazła pracę w Delegaturze Rządu Polskiego przy rejestracji byłych polskich więźniów i zesłańców napływających do Tadżykistanu z całego Związku Radzieckiego. 
Następnie ewakuowała się do Teheranu, gdzie dowiedziała się o śmierci brata, skąd udała się do Palestyny i osiadła w Jerozolimie. Tam pracowała w różnych polskich placówkach oraz tworzyła wiersze w języku polskim, które jednak rzadko publikowała. Po likwidacji polskich placówek w Jerozolimie przeniosła się do Tel Awiwu. Tam poznała profesora Jerzego Gliksmana, z którym wkrótce wzięła ślub. Wraz z nim wyjechała do Stanów Zjednoczonych, gdzie ukończyła University of Chicago i później Uniwersytet Harvarda. 
Po śmierci męża w 1958 wróciła do Izraela, gdzie mieszkała do końca życia. Była wieloletnim członkiem Związku Autorów Piszących Po Polsku w Izraelu. Została pochowana na cmentarzu w Petah Tikwie.

## Wybrana twórczość
Łucja Gliksman pisała wiersze wyłącznie w języku polskim. Jej twórczość jest jednak mało znana w Polsce.
- 2004: Wiersze zebrane
- 1996: Na aryjskich papierach
- 1995: Nostalgia

## Spuścizna
Spuścizna literacka i osobista Łucji Gliksman znajduje się w Archiwum Emigracji w Bibliotece Uniwersyteckiej w Toruniu. Zawiera publikacje naukowe własne, rękopisy literackie, nagrania filmowe i dźwiękowe oraz korespondencję rodzinną i literacką, w tym z Marią i Józefem Czapskimi, Jerzym Giedroyciem i innymi, a także dokumentację związaną z działalnością polityczną jej męża, Jerzego Gliksmana oraz korespondencję kondolencyjną po śmierci Leo Lipskiego.